# Hausach
Hausach – miasto w Niemczech, w kraju związkowym Badenia-Wirtembergia, w rejencji Fryburg, w regionie Südlicher Oberrhein, w powiecie Ortenau, siedziba wspólnoty administracyjnej Hausach. Leży w Schwarzwaldzie, nad Kinzig, ok. 27 km na południowy wschód od Offenburga, przy drogach krajowych B33 i B294.